# 中津駅 (阪急)
中津駅（なかつえき）は、大阪府大阪市北区中津三丁目にある、阪急電鉄の駅。駅番号はHK-02。

## 利用可能な鉄道路線
阪急電鉄
- 神戸本線（普通列車のみ停車）
- 宝塚本線（普通列車と準急が停車）

Osaka Metro御堂筋線にも同名の中津駅があるが、約300メートル離れているため、乗り換えには適しておらず、乗り換える場合は、大阪梅田駅（御堂筋線は梅田駅）、または京都本線から南方駅（御堂筋線は西中島南方駅）を利用することになる。
また、当駅のある区間は阪急電鉄の主要な3路線（神戸本線・宝塚本線・京都本線）が並走しているが、京都本線が走る線路については後から建設されたもので、用地の都合によりホームが設けられておらず、全列車が通過する（時刻表や路線図にも、当駅の記述はない）。
かつては駅南側の国道176号上に阪神北大阪線の中津駅があったが、路線の廃止により現存しない。

## 歴史
- 1914年（大正3年）8月19日：阪神北大阪線開業[3]。
- 1925年（大正14年）11月4日：阪神急行電鉄（現在の阪急電鉄）中津駅開業[1]。
- 1926年（大正15年）7月5日：梅田駅（現在の大阪梅田駅） - 十三駅間高架線完成により阪神急行電鉄中津駅が線路別複々線の高架駅となる。
- 1928年（昭和3年）10月23日：阪神北大阪線の中津駅が開業[2]。
- 1975年（昭和50年）5月6日：阪神北大阪線が廃止[3]。同線の中津駅も廃止される[2]。
- 2013年（平成25年）12月21日：駅ナンバリングが導入される[4][5]。

## 駅構造
島式ホーム2面4線を有する高架駅である。西側の1・2号線を神戸本線が、東側の3・4号線を宝塚本線が使用する。ホームドアはない。
改札口はホームの真下にあり、大阪梅田寄りの1か所のみである。
トイレは改札外にある。
阪急電鉄の各駅の中でも、ホームの幅が狭く、通過する列車との間が極めて近い。その為、各駅に貼られている整列乗車のための「乗車位置表示」のステッカーや掲示はない。神戸本線は普通列車のみ、宝塚本線は普通列車と準急列車（平日朝ラッシュ大阪梅田行のみ運行）が停車する。京都本線の列車が使用する線路にはホームがないため、普通列車も含めて全列車が通過する。
十三駅9号線（引き上げ線）が一時期使用停止されたことに伴い、当駅の大阪梅田側に神戸本線 - 宝塚本線間の渡り線が設置されていたが、9号線の使用再開により2010年（平成22年）10月限りで撤去された。この渡り線は大阪梅田駅の場内信号機の内方に位置しているため、大阪梅田駅構内の扱いとなっていた。
当駅は分岐器や絶対信号機を持たない停留所である。

### のりば
| 号線 | 路線      | 方向 | 行先         |
| ---- | --------- | ---- | ------------ |
| 1    | ■神戸本線 | 下り | 神戸三宮方面 |
| 2    | ■神戸本線 | 上り | 大阪梅田方面 |
| 3    | ■宝塚本線 | 下り | 宝塚方面     |
| 4    | ■宝塚本線 | 上り | 大阪梅田方面 |

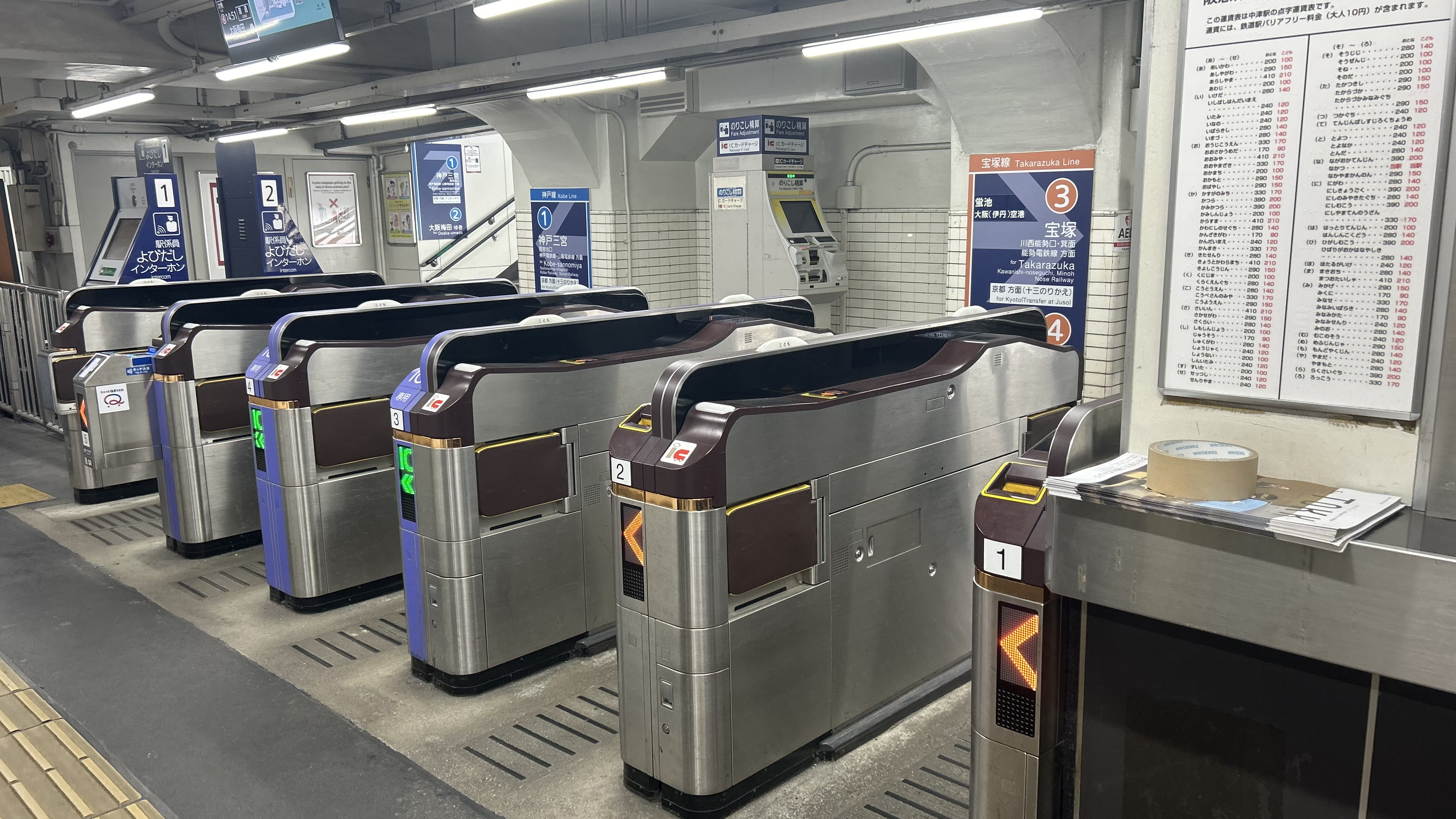
改札口
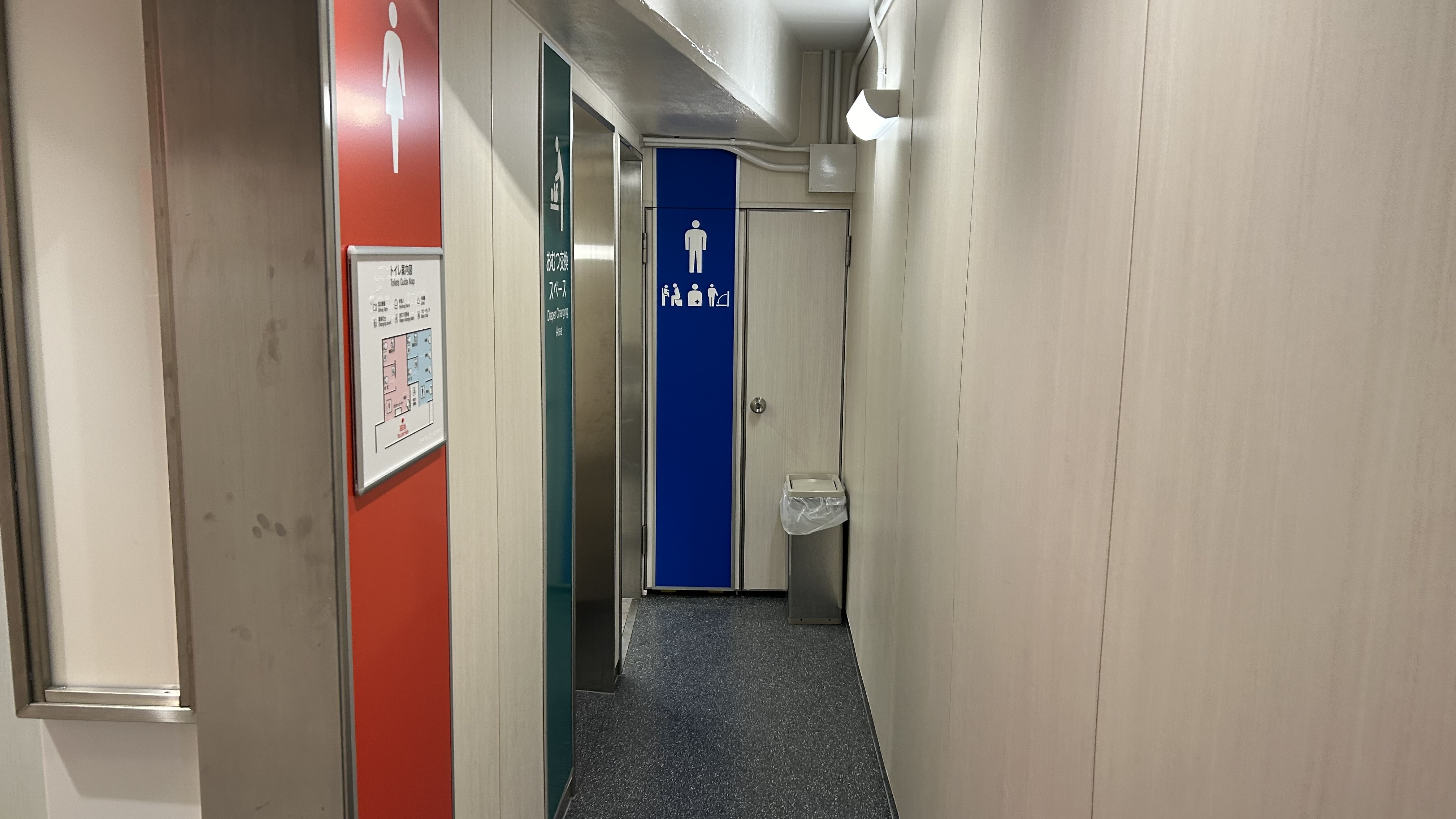
トイレ
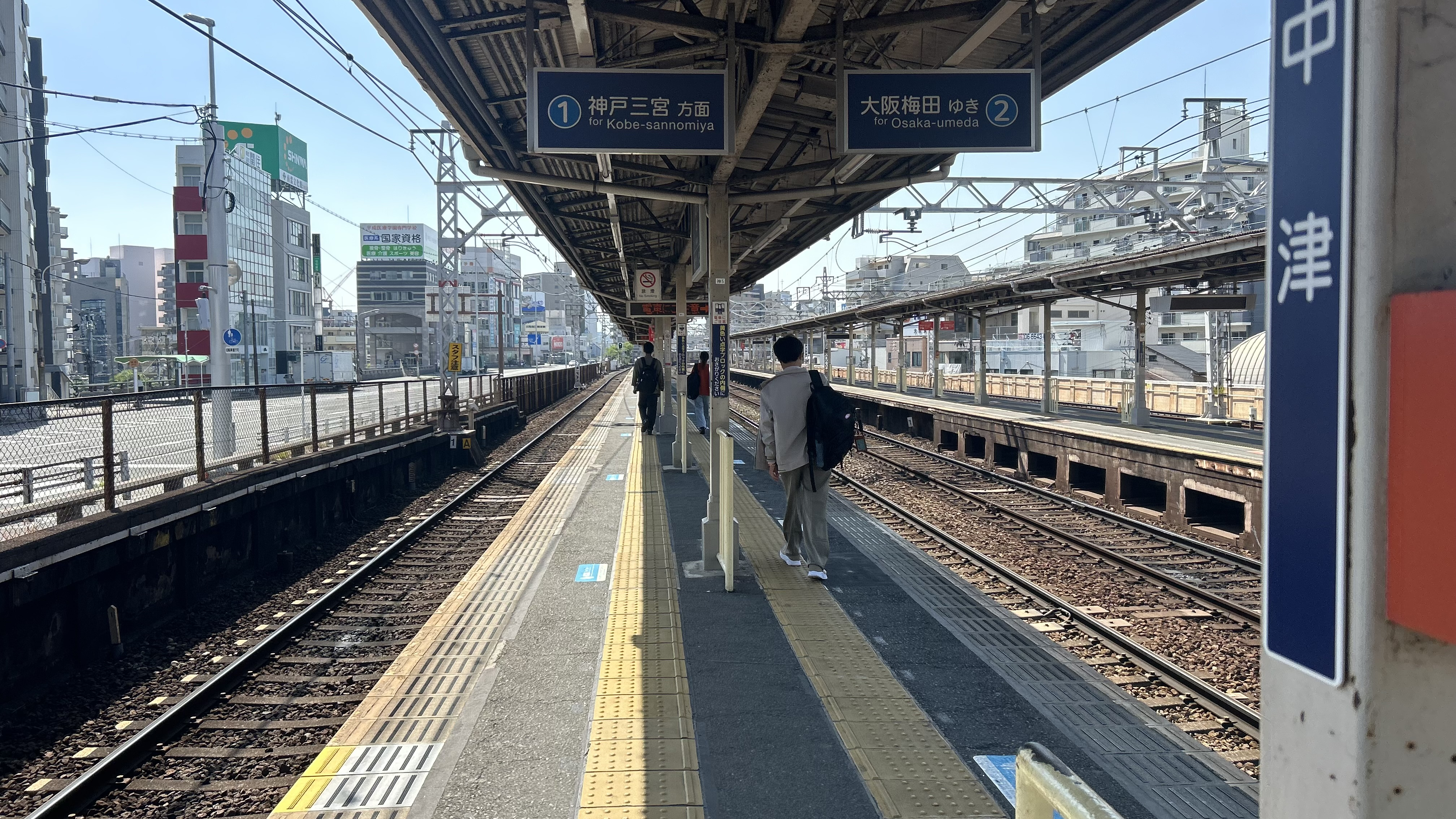
神戸線ホーム
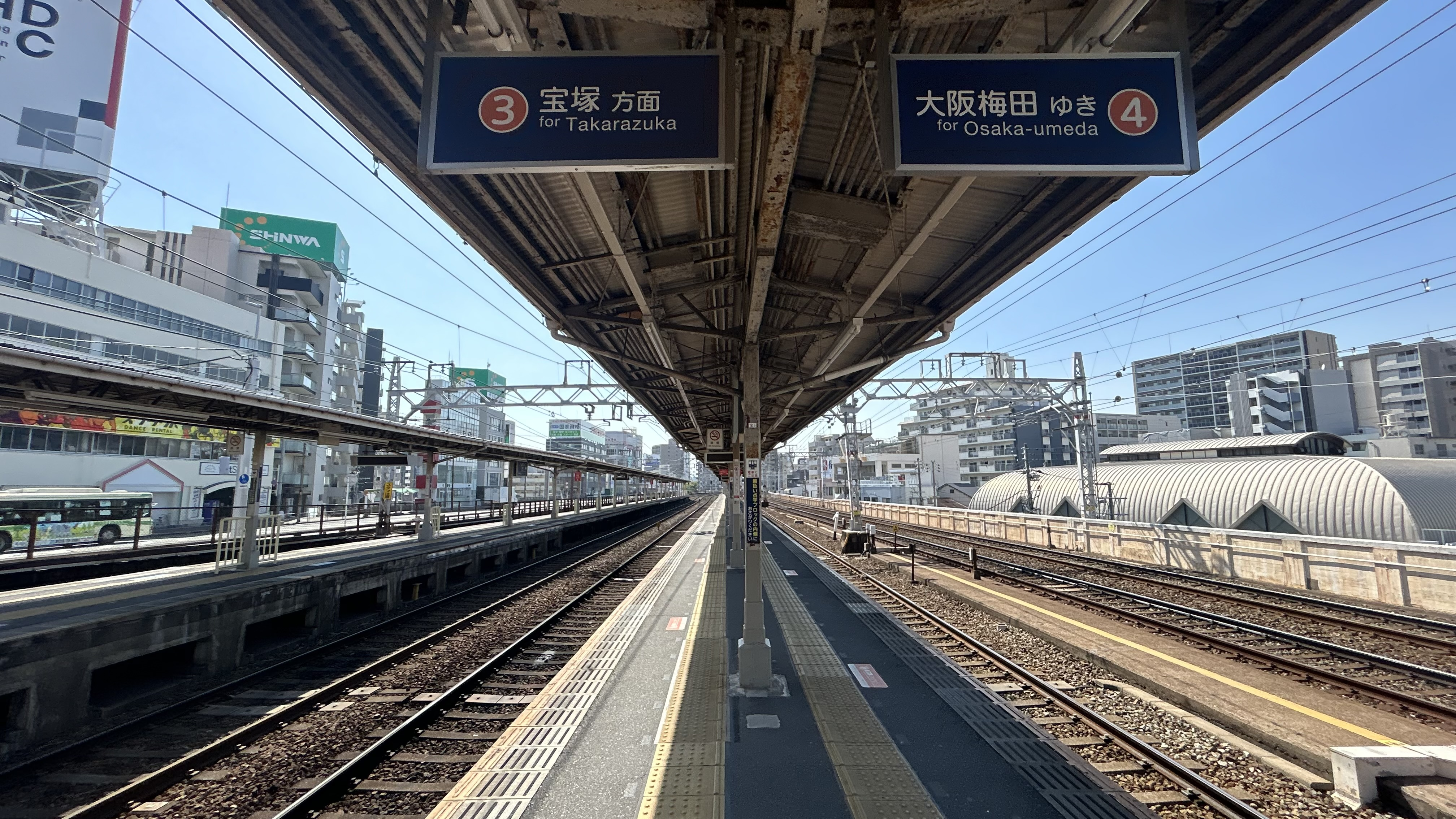
宝塚線ホーム

## 利用状況
2024年（令和6年）次の通年平均乗降人員は10,214人である。阪急電鉄全駅（86駅）中では65位。

### 年次別利用状況
各年次の乗降人員の推移は下表の通り。
| 年度               | 乗降人員 | 増減率 | 順位 | 出典       |
| ------------------ | -------- | ------ | ---- | ---------- |
| 2017年（平成29年） | 9,739    |        | 71位 | [ 阪急 1 ] |
| 2018年（平成30年） | 10,009   | 2.8%   | 68位 | [ 阪急 2 ] |
| 2019年（令和元年） | 10,351   | 3.4%   | 67位 | [ 阪急 3 ] |
| 2020年（令和02年） | 8,676    | -16.2% | 64位 | [ 阪急 4 ] |
| 2021年（令和03年） | 8,674    | -0.0%  | 65位 | [ 阪急 5 ] |
| 2022年（令和04年） | 9,207    | 6.1%   | 65位 | [ 阪急 6 ] |
| 2023年（令和05年） | 9,931    | 7.9%   | 65位 | [ 阪急 7 ] |
| 2024年（令和06年） | 10,214   | 2.8%   | 65位 | [ 統計 1 ] |

### 年度別利用状況
「大阪府統計年鑑」では、当駅の乗車人員・降車人員は路線ごとに分かれて記載されている。
各年度の利用状況はそれぞれ下表の通り。
| 年度               | 特定日   | 特定日   | 特定日   | 1日平均 乗車人員 | 出典          | 出典         |
| 年度               | 乗車人員 | 降車人員 | 乗降人員 | 1日平均 乗車人員 | 大阪府        | 大阪市       |
| ------------------ | -------- | -------- | -------- | ---------------- | ------------- | ------------ |
| 1966年（昭和41年） | 9,057    | -        | -        | -                | [ 大阪府 1 ]  | -            |
| 1967年（昭和42年） | 9,588    | -        | -        | -                | [ 大阪府 2 ]  | -            |
| 1968年（昭和43年） | 9,932    | -        | -        | -                | [ 大阪府 3 ]  | -            |
| 1969年（昭和44年） | 10,384   | -        | -        | -                | [ 大阪府 4 ]  | -            |
| 1970年（昭和45年） | 9,593    | -        | -        | -                | [ 大阪府 5 ]  | -            |
| 1971年（昭和46年） | 9,297    | -        | -        | -                | [ 大阪府 6 ]  | -            |
| 1972年（昭和47年） | 9,073    | -        | -        | -                | [ 大阪府 7 ]  | -            |
| 1973年（昭和48年） | 8,947    | -        | -        | -                | [ 大阪府 8 ]  | -            |
| 1974年（昭和49年） | 8,483    | -        | -        | -                | [ 大阪府 9 ]  | -            |
| 1975年（昭和50年） | 7,378    | -        | -        | -                | [ 大阪府 10 ] | -            |
| 1976年（昭和51年） | 7,161    | -        | -        | -                | [ 大阪府 11 ] | -            |
| 1977年（昭和52年） | 7,499    | -        | -        | -                | [ 大阪府 12 ] | -            |
| 1978年（昭和53年） | 7,337    | -        | -        | -                | [ 大阪府 13 ] | -            |
| 1979年（昭和54年） | 7,215    | -        | -        | -                | [ 大阪府 14 ] | -            |
| 1980年（昭和55年） | 7,625    | -        | -        | -                | [ 大阪府 15 ] | -            |
| 1981年（昭和56年） | 7,172    | -        | -        | -                | [ 大阪府 16 ] | -            |
| 1982年（昭和57年） | 7,756    | 9,431    | 17,187   | -                | [ 大阪府 17 ] | -            |
| 1983年（昭和58年） | 7,610    | 9,476    | 17,086   | -                | [ 大阪府 18 ] | -            |
| 1984年（昭和59年） | 7,432    | 9,341    | 16,773   | -                | [ 大阪府 19 ] | -            |
| 1985年（昭和60年） | 7,657    | 9,505    | 17,162   | -                | [ 大阪府 20 ] | -            |
| 1986年（昭和61年） | 7,442    | 9,541    | 16,983   | -                | [ 大阪府 21 ] | -            |
| 1987年（昭和62年） | 6,989    | 9,471    | 16,460   | -                | [ 大阪府 22 ] | -            |
| 1988年（昭和63年） | 6,411    | 8,863    | 15,274   | -                | [ 大阪府 23 ] | -            |
| 1989年（平成元年） | -        | -        | -        | -                | [ 大阪府 24 ] | -            |
| 1990年（平成02年） | 7,050    | 9,218    | 16,268   | -                | [ 大阪府 25 ] | -            |
| 1991年（平成03年） | -        | -        | -        | -                | [ 大阪府 26 ] | -            |
| 1992年（平成04年） | 6,936    | 8,932    | 15,868   | -                | [ 大阪府 27 ] | -            |
| 1993年（平成05年） | -        | -        | -        | -                | [ 大阪府 28 ] | -            |
| 1994年（平成06年） | -        | -        | -        | -                | [ 大阪府 29 ] | -            |
| 1995年（平成07年） | 5,792    | 8,286    | 14,078   | -                | [ 大阪府 30 ] | -            |
| 1996年（平成08年） | 5,547    | 8,065    | 13,612   | -                | [ 大阪府 31 ] | -            |
| 1997年（平成09年） | 5,405    | 7,781    | 13,186   | -                | [ 大阪府 32 ] | -            |
| 1998年（平成10年） | 5,348    | 7,530    | 12,878   | -                | [ 大阪府 33 ] | -            |
| 1999年（平成11年） | -        | -        | -        | -                | [ 大阪府 34 ] | -            |
| 2000年（平成12年） | 4,940    | 6,778    | 11,718   | -                | [ 大阪府 35 ] | -            |
| 2001年（平成13年） | 4,741    | 6,530    | 11,271   | 5,127            | [ 大阪府 36 ] | [ 大阪市 1 ] |
| 2002年（平成14年） | 4,604    | 6,535    | 11,139   | 4,919            | [ 大阪府 37 ] | [ 大阪市 1 ] |
| 2003年（平成15年） | 4,628    | 6,370    | 10,998   | 4,860            | [ 大阪府 38 ] | [ 大阪市 1 ] |
| 2004年（平成16年） | 4,586    | 6,393    | 10,979   | 4,766            | [ 大阪府 39 ] | [ 大阪市 1 ] |
| 2005年（平成17年） | 4,443    | 6,369    | 10,812   | 5,055            | [ 大阪府 40 ] | [ 大阪市 1 ] |
| 2006年（平成18年） | 4,617    | 6,457    | 11,074   | 4,761            | [ 大阪府 41 ] | [ 大阪市 1 ] |
| 2007年（平成19年） | 4,591    | 6,432    | 11,023   | 4,889            | [ 大阪府 42 ] | [ 大阪市 1 ] |
| 2008年（平成20年） | 4,698    | 6,487    | 11,185   | 4,905            | [ 大阪府 43 ] | [ 大阪市 1 ] |
| 2009年（平成21年） | 4,654    | 6,426    | 11,080   | 5,030            | [ 大阪府 44 ] | [ 大阪市 1 ] |
| 2010年（平成22年） | 4,601    | 6,578    | 11,179   | 5,010            | [ 大阪府 45 ] | [ 大阪市 1 ] |
| 2011年（平成23年） | 4,526    | 6,197    | 10,723   | 5,040            | [ 大阪府 46 ] | [ 大阪市 1 ] |
| 2012年（平成24年） | 4,640    | 6,347    | 10,987   | 4,976            | [ 大阪府 47 ] | [ 大阪市 1 ] |
| 2013年（平成25年） | 4,570    | 6,310    | 10,880   | 5,196            | [ 大阪府 48 ] | [ 大阪市 1 ] |
| 2014年（平成26年） | 4,685    | 6,239    | 10,924   | 5,140            | [ 大阪府 49 ] | [ 大阪市 1 ] |
| 2015年（平成27年） | 4,792    | 6,390    | 11,182   | 5,409            | [ 大阪府 50 ] | [ 大阪市 1 ] |
| 2016年（平成28年） | 5,021    | 6,573    | 11,594   | 5,350            | [ 大阪府 51 ] | [ 大阪市 1 ] |
| 2017年（平成29年） | 5,275    | 6,935    | 12,210   | 5,645            | [ 大阪府 52 ] | [ 大阪市 1 ] |
| 2018年（平成30年） | 5,287    | 6,832    | 12,119   | 5,914            | [ 大阪府 53 ] | [ 大阪市 1 ] |
| 2019年（令和元年） | 5,446    | 7,091    | 12,537   | 5,914            | [ 大阪府 54 ] | [ 大阪市 2 ] |
| 2020年（令和02年） | 5,018    | 6,367    | 11,385   | 4,534            | [ 大阪府 55 ] | [ 大阪市 3 ] |
| 2021年（令和03年） | 5,050    | 6,426    | 11,476   | 5,215            | [ 大阪府 56 ] | [ 大阪市 4 ] |
| 2022年（令和04年） | 5,180    | 6,457    | 11,637   | 5,777            | [ 大阪府 57 ] | [ 大阪市 5 ] |
| 2023年（令和05年） | 5,372    | 6,892    | 12,264   | 5,894            | [ 大阪府 58 ] | [ 大阪市 6 ] |

#### 10月中の平均乗降人員
「大阪府統計年鑑」では1964年度および1965年度については10月中の平均乗車人員が記載されている。
| 年度               | 乗車人員 | 出典          |
| ------------------ | -------- | ------------- |
| 1964年（昭和39年） | 11,598   | [ 大阪府 59 ] |
| 1965年（昭和40年） | 11,447   | [ 大阪府 60 ] |

#### 路線別・特定日の利用状況
特定日の路線別乗降・乗車人員数は下表のとおりである。
| 年度               | 神戸本線 | 神戸本線 | 神戸本線 | 宝塚本線 | 宝塚本線 | 宝塚本線 | 出典          |
| 年度               | 乗車人員 | 降車人員 | 乗降人員 | 乗車人員 | 降車人員 | 乗降人員 | 出典          |
| ------------------ | -------- | -------- | -------- | -------- | -------- | -------- | ------------- |
| 1966年（昭和41年） | 2,674    | -        | -        | 6,383    | -        | -        | [ 大阪府 1 ]  |
| 1967年（昭和42年） | 2,910    | -        | -        | 6,678    | -        | -        | [ 大阪府 2 ]  |
| 1968年（昭和43年） | 2,978    | -        | -        | 6,954    | -        | -        | [ 大阪府 3 ]  |
| 1969年（昭和44年） | 3,326    | -        | -        | 7,058    | -        | -        | [ 大阪府 4 ]  |
| 1970年（昭和45年） | 3,095    | -        | -        | 6,498    | -        | -        | [ 大阪府 5 ]  |
| 1971年（昭和46年） | 3,041    | -        | -        | 6,256    | -        | -        | [ 大阪府 6 ]  |
| 1972年（昭和47年） | 3,929    | -        | -        | 5,144    | -        | -        | [ 大阪府 7 ]  |
| 1973年（昭和48年） | 3,910    | -        | -        | 5,037    | -        | -        | [ 大阪府 8 ]  |
| 1974年（昭和49年） | 3,605    | -        | -        | 4,878    | -        | -        | [ 大阪府 9 ]  |
| 1975年（昭和50年） | 3,210    | -        | -        | 4,168    | -        | -        | [ 大阪府 10 ] |
| 1976年（昭和51年） | 3,187    | -        | -        | 3,974    | -        | -        | [ 大阪府 11 ] |
| 1977年（昭和52年） | 3,432    | -        | -        | 4,067    | -        | -        | [ 大阪府 12 ] |
| 1978年（昭和53年） | 3,238    | -        | -        | 4,099    | -        | -        | [ 大阪府 13 ] |
| 1979年（昭和54年） | 3,299    | -        | -        | 3,916    | -        | -        | [ 大阪府 14 ] |
| 1980年（昭和55年） | 3,528    | -        | -        | 4,097    | -        | -        | [ 大阪府 15 ] |
| 1981年（昭和56年） | 3,260    | -        | -        | 3,912    | -        | -        | [ 大阪府 16 ] |
| 1982年（昭和57年） | 3,582    | 4,267    | 7,849    | 4,174    | 5,164    | 9,338    | [ 大阪府 17 ] |
| 1983年（昭和58年） | 3,416    | 4,264    | 7,680    | 4,194    | 5,212    | 9,406    | [ 大阪府 18 ] |
| 1984年（昭和59年） | 3,363    | 4,267    | 7,630    | 4,069    | 5,074    | 9,143    | [ 大阪府 19 ] |
| 1985年（昭和60年） | 3,524    | 4,380    | 7,904    | 4,133    | 5,125    | 9,258    | [ 大阪府 20 ] |
| 1986年（昭和61年） | 3,450    | 4,464    | 7,914    | 3,992    | 5,077    | 9,069    | [ 大阪府 21 ] |
| 1987年（昭和62年） | 3,272    | 4,405    | 7,677    | 3,717    | 5,066    | 8,783    | [ 大阪府 22 ] |
| 1988年（昭和63年） | 3,066    | 4,167    | 7,233    | 3,345    | 4,696    | 8,041    | [ 大阪府 23 ] |
| 1989年（平成元年） | -        | -        | -        | -        | -        | -        | [ 大阪府 24 ] |
| 1990年（平成02年） | 3,315    | 4,336    | 7,651    | 3,735    | 4,882    | 8,617    | [ 大阪府 25 ] |
| 1991年（平成03年） | -        | -        | -        | -        | -        | -        | [ 大阪府 26 ] |
| 1992年（平成04年） | 3,260    | 4,141    | 7,401    | 3,676    | 4,791    | 8,467    | [ 大阪府 27 ] |
| 1993年（平成05年） | -        | -        | -        | -        | -        | -        | [ 大阪府 28 ] |
| 1994年（平成06年） | -        | -        | -        | -        | -        | -        | [ 大阪府 29 ] |
| 1995年（平成07年） | 2,787    | 3,854    | 6,641    | 3,005    | 4,432    | 7,437    | [ 大阪府 30 ] |
| 1996年（平成08年） | 2,638    | 3,759    | 6,397    | 2,909    | 4,306    | 7,215    | [ 大阪府 31 ] |
| 1997年（平成09年） | 2,539    | 3,597    | 6,136    | 2,866    | 4,184    | 7,050    | [ 大阪府 32 ] |
| 1998年（平成10年） | 2,518    | 3,559    | 6,077    | 2,830    | 3,971    | 6,801    | [ 大阪府 33 ] |
| 1999年（平成11年） | -        | -        | -        | -        | -        | -        | [ 大阪府 34 ] |
| 2000年（平成12年） | 2,083    | 2,900    | 4,983    | 2,857    | 3,878    | 6,735    | [ 大阪府 35 ] |
| 2001年（平成13年） | 1,988    | 2,811    | 4,799    | 2,753    | 3,719    | 6,472    | [ 大阪府 36 ] |
| 2002年（平成14年） | 1,899    | 2,798    | 4,697    | 2,705    | 3,737    | 6,442    | [ 大阪府 37 ] |
| 2003年（平成15年） | 1,908    | 2,751    | 4,659    | 2,720    | 3,619    | 6,339    | [ 大阪府 38 ] |
| 2004年（平成16年） | 1,862    | 2,740    | 4,602    | 2,724    | 3,653    | 6,377    | [ 大阪府 39 ] |
| 2005年（平成17年） | 1,796    | 2,724    | 4,520    | 2,647    | 3,645    | 6,292    | [ 大阪府 40 ] |
| 2006年（平成18年） | 1,824    | 2,746    | 4,570    | 2,793    | 3,711    | 6,504    | [ 大阪府 41 ] |
| 2007年（平成19年） | 1,819    | 2,732    | 4,551    | 2,772    | 3,700    | 6,472    | [ 大阪府 42 ] |
| 2008年（平成20年） | 1,845    | 2,622    | 4,467    | 2,853    | 3,865    | 6,718    | [ 大阪府 43 ] |
| 2009年（平成21年） | 1,884    | 2,686    | 4,570    | 2,770    | 3,740    | 6,510    | [ 大阪府 44 ] |
| 2010年（平成22年） | 1,840    | 2,777    | 4,617    | 2,761    | 3,801    | 6,562    | [ 大阪府 45 ] |
| 2011年（平成23年） | 1,785    | 2,559    | 4,344    | 2,741    | 3,638    | 6,379    | [ 大阪府 46 ] |
| 2012年（平成24年） | 1,903    | 2,714    | 4,617    | 2,737    | 3,633    | 6,370    | [ 大阪府 47 ] |
| 2013年（平成25年） | 1,840    | 2,625    | 4,465    | 2,730    | 3,685    | 6,415    | [ 大阪府 48 ] |
| 2014年（平成26年） | 1,829    | 2,617    | 4,446    | 2,856    | 3,622    | 6,478    | [ 大阪府 49 ] |
| 2015年（平成27年） | 1,894    | 2,631    | 4,525    | 2,898    | 3,759    | 6,657    | [ 大阪府 50 ] |
| 2016年（平成28年） | 2,021    | 2,697    | 4,718    | 3,000    | 3,876    | 6,876    | [ 大阪府 51 ] |
| 2017年（平成29年） | 2,155    | 2,906    | 5,061    | 3,120    | 4,029    | 7,149    | [ 大阪府 52 ] |
| 2018年（平成30年） | 2,144    | 2,911    | 5,055    | 3,143    | 3,921    | 7,064    | [ 大阪府 53 ] |
| 2019年（令和元年） | 2,299    | 2,996    | 5,295    | 3,147    | 4,095    | 7,242    | [ 大阪府 54 ] |
| 2020年（令和02年） | 2,085    | 2,673    | 4,758    | 2,933    | 3,694    | 6,627    | [ 大阪府 55 ] |
| 2021年（令和03年） | 2,099    | 2,696    | 4,795    | 2,951    | 3,730    | 6,681    | [ 大阪府 56 ] |
| 2022年（令和04年） | 2,195    | 2,773    | 4,968    | 2,985    | 3,684    | 6,669    | [ 大阪府 57 ] |
| 2023年（令和05年） | 2,309    | 3,021    | 5,330    | 3,063    | 3,871    | 6,934    | [ 大阪府 58 ] |

## 駅周辺
- 中津公園
- 中津中央公園
- 中津商店街
- 大阪府済生会中津病院
- 大阪府大淀警察署
- 大淀税務署
- 大阪北郵便局
- 大阪中津郵便局
- 大阪中津六郵便局
- 平成医療学園専門学校
- 済生会中津病院
- 大阪シティバス中津営業所
- 北スポーツセンター
- 国道176号
- 新梅田シティ
- グランフロント大阪
- グラングリーン大阪
- 梅田スカイビル
- 大阪日日新聞（新日本海新聞社大阪本社）
- 東横INN梅田中津1
- 光徳寺
- 永照寺
- 天龍寺
- 光満寺
- 常円寺

## バス路線
最寄り停留所は「中津」および「中津六丁目」である。
- 大阪シティバス（中津）
  - 58号系統：野田阪神前行き（上海老江経由） / 大阪駅前行き
野田阪神前方面が停車する国道176号十三大橋方向のりばは当系統のみが停車し、他の路線は通過する。
赤バス長柄東 - 大淀中も停車していたが2013年3月31日をもって廃止された。

過去には阪神バスも中津停留所を設け、野田阪神前と天神橋筋六丁目を結ぶ路線を複数運行していたが、2024年（令和6年）1月13日ダイヤ改正で休止されたことにより発着がなくなった。
- 大阪シティバス（中津六丁目） - 39号・41号・41C・58号系統はなにわ筋上、他は国道176号上
  - 39号系統：野田阪神前行き（福島七丁目経由） / 新大阪駅北口行き（三国本町経由）
  - 41号系統：大阪駅前（中央南口）行き / 榎木橋行き（新大阪駅東口経由）
  - 41C号系統：大阪駅前 桜橋口（ガード下）行き（逆方向は運行なし）
  - 42号系統：大阪駅前北口行き / 中島公園・中島二丁目行き（塚本駅北口・御幣島駅・出来島駅前経由）
  - 43号系統：大阪駅北口行き / 酉島車庫前行き（塚本駅前・姫島駅前・福町経由）
  - 58号系統：野田阪神前行き（上海老江経由）
  - 69号系統：大阪駅北口行き /榎木橋行き（三津屋・十三市民病院・三国駅前経由）
  - 92号系統：大阪駅北口行き / 福町行き（御幣島駅・佃経由）
  - 93号系統：大阪駅北口行き / 井高野車庫前行き（地下鉄西中島南方・東淀川区役所前経由）
  - 97号系統：大阪駅北口行き / 加島駅前行き

過去には阪急バスも中津六丁目停留所を設け、梅田と加島駅・阪急園田駅・豊中・箕面などを結ぶ路線を複数運行していたが、2020年（令和2年）7月に加島方面、同年10月に豊中・箕面方面、2023年11月に最後まで残った梅田 - 園田を結ぶ路線も全便廃止となり発着がなくなった。

## その他
- 当駅のすぐ南側で阪急の下を西日本旅客鉄道（JR西日本）梅田貨物線がくぐっており、2023年には地下化され、2031年（令和13年）なにわ筋線とつながる予定だが、初期の計画には付近になにわ筋線の中津駅（仮称）が新設されることが盛り込まれていた。2017年（平成29年）に発表された計画では、建設費節減のため他のいくつかの駅とともに設置が見送られた。
- 毎年8月に開催される『なにわ淀川花火大会』の会場の最寄駅の一つである（十三駅からも徒歩連絡可能）。開催日は観覧客の乗降が多く、ホーム幅員が非常に狭いこともあって、特急などの優等列車も当駅に臨時停車する。
- 大正期以来のホーム上屋の鋳鉄製の柱は唐草模様のような装飾をあしらったデザインになっており[10]、1987年（昭和62年）春の改修で撤去されるまで宝塚本線・神戸本線ホーム梅田寄りに残存していた[11]。

## 隣の駅

### 阪急電鉄
■神戸本線・■宝塚本線
■特急「日生エクスプレス」・■特急・■通勤特急・■準特急・■急行・■通勤急行・■快速・■神戸本線準急
通過
■宝塚本線準急（上り列車のみ）
大阪梅田駅 (HK-01) ← 中津駅 (HK-02) ← 十三駅 (HK-03)
■普通
大阪梅田駅 (HK-01) - 中津駅 (HK-02) - 十三駅 (HK-03)
■京都本線
全列車通過
- 大阪梅田駅 - 十三駅間が地上の併用軌道線であった時代（1910年 - 1926年）には、当駅と大阪梅田駅の間に北野駅、当駅と十三駅の間に新淀川駅が存在した。

### かつて存在した路線

#### 阪神電気鉄道
北大阪線
東大淀駅 - 中津駅 - 北野駅

### 記事本文